# Svartbandad dvärgrall
Svartbandad dvärgrall (Rufirallus fasciatus) är en fågel i familjen rallar inom ordningen tran- och rallfåglar.

## Utseende och läte
Svartbandad dvärgrall är en liten (cirka 18 cm) mörk rall. Den är djupt rödorange under med tydlig svart tvärbandning på buken. Ovansidan är svartaktig. Lätet består av en utdragen melodisk drill, mer bubblande än andra rallarter. Rödsidig dvärgrall (Laterallus melanophaius) är mindre och ljusare, med vitt på strupe och bröst samt gul näbb och gula ben. Enfärgad rall (Amaurolimnas concolor) och kortstjärtad rall (Anurolimnas castaneiceps) har även de gula näbbar och saknar även svart tvärbandning.

## Utbredning och systematik
Fågeln förekommer från sydöstra Colombia till östra Peru och västra amazonska Brasilien. Den behandlas som monotypisk, det vill säga att den inte delas in i några underarter.

### Släktestillhörighet
Svartbandade dvärgrallens släktskap med övriga rallar har länge varit oklart, återspeglat i vilka släkten den har förts till. Arten har placerats både i Anurolimnas och Porzana. Genetiska studier från 2019 visar att den står nära arterna i Laterallus-arterna, och fördes därefter ofta dit. Enligt senare, mer detaljerade studier bildar den visserligen en klad med två andra arter traditionellt placerade i Laterallus, rödvit dvärgrall och rödhuvad dvärgrall, men även med pärldvärgrallen (Micropygia schomburgkii) och cayennedvärgrallen (Rufirallus viridis). Denna grupp är systergrupp till de två släktena Coturnicops och Laterallus. Tongivande eBird/Clements placerar därför alla fem i ett och samma släkte, där Rufirallus har prioritet. Denna linje följs här.

## Levnadssätt
Svartbandad dvärgrall hittas i tät och fuktig ungskog, framför allt på flodöar under stånd av Cecropia.

## Status
Arten har ett stort utbredningsområde och internationella naturvårdsunionen IUCN kategoriserar arten som livskraftig. Beståndsutvecklingen är dock oklar.